# Société belfortaine d'émulation
La Société belfortaine d'émulation est une société savante ayant son siège à Belfort.